# Jean Decazes
Duca Jean-Élie-Octave-Louis-Sévère-Amanien Decazes de Glücksberg (Parigi, 30 aprile 1864 – Chantilly, 31 agosto 1912) è stato un velista francese. Fu terzo duca di Decazes.

## Biografia
Il 28 aprile 1888 sposò Isabelle-Blanche Singer, figlia del milionario Isaac Singer. Dal matrimonio nacquero tre figli che furono allevati prevalentemente dalla loro zia materna Winnaretta Singer, a causa del suicidio di Isabelle-Blanche, avvenuto nel 1896.  
Affiliato allo Yacht Club de France, Decazes partecipò ai giochi della II Olimpiade di Parigi nel 1900 a bordo di Quand Même, con cui vinse una medaglia d'argento nella gara della classe da dieci a venti tonnellate.

## Palmarès
| Anno | Manifestazione | Sede   | Evento           | Risultato |
| ---- | -------------- | ------ | ---------------- | --------- |
| 1900 | Olimpiadi      | Parigi | Classe 10-20 ton | Argento   |

## Ascendenza
|                                              |   |                                                            | Genitori                                                |  |  | Nonni |  |  | Bisnonni       |  |  | Trisnonni        |  |
|                                              |   |                                                            |                                                         |  |  |       |  |  | Michel Decazes |  |  | François Decazes |  |
|                                              |   |                                                            |                                                         |  |  |       |  |  | Michel Decazes |  |  | François Decazes |  |
|                                              |   | Marie-Catherine Dupêrieu                                   |                                                         |  |  |       |  |  | Michel Decazes |  |  |                  |  |
| Élie, I duca Decazes                         |   |                                                            |                                                         |  |  |       |  |  | Michel Decazes |  |  |                  |  |
|                                              |   | Catherine Trigant de Beaumont                              | Philippe Trigant, signore di Brau                       |  |  |       |  |  |                |  |  |                  |  |
|                                              |   | Catherine Trigant de Beaumont                              | Philippe Trigant, signore di Brau                       |  |  |       |  |  |                |  |  |                  |  |
|                                              |   | Catherine Trigant de Beaumont                              | Marguerite de Gintrac                                   |  |  |       |  |  |                |  |  |                  |  |
| Louis, II duca Decazes                       |   | Catherine Trigant de Beaumont                              |                                                         |  |  |       |  |  |                |  |  |                  |  |
|                                              |   | Louis-Clair de Beaupoil, I conte di Sainte-Aulaire         | Joseph de Beaupoil, I barone di Sainte-Aulaire          |  |  |       |  |  |                |  |  |                  |  |
|                                              |   | Louis-Clair de Beaupoil, I conte di Sainte-Aulaire         | Joseph de Beaupoil, I barone di Sainte-Aulaire          |  |  |       |  |  |                |  |  |                  |  |
|                                              |   | Louis-Clair de Beaupoil, I conte di Sainte-Aulaire         | marchesa Marie Louise de Ranconnet de Noyan             |  |  |       |  |  |                |  |  |                  |  |
| contessa Egédie de Beaupoil de Saint-Aulaire |   | Louis-Clair de Beaupoil, I conte di Sainte-Aulaire         |                                                         |  |  |       |  |  |                |  |  |                  |  |
|                                              |   | marchesa Henriette de Seiglières-Belleforière de Soyecourt | Louis Armand de Seiglières, I marchese di Soyecourt     |  |  |       |  |  |                |  |  |                  |  |
|                                              |   | marchesa Henriette de Seiglières-Belleforière de Soyecourt | Louis Armand de Seiglières, I marchese di Soyecourt     |  |  |       |  |  |                |  |  |                  |  |
|                                              |   | marchesa Henriette de Seiglières-Belleforière de Soyecourt | principessa Wilhelmine Henriette von Nassau-Saarbrücken |  |  |       |  |  |                |  |  |                  |  |
| Jean, III duca Decazes                       |   | marchesa Henriette de Seiglières-Belleforière de Soyecourt |                                                         |  |  |       |  |  |                |  |  |                  |  |
|                                              | … | …                                                          |                                                         |  |  |       |  |  |                |  |  |                  |  |
|                                              | … | …                                                          |                                                         |  |  |       |  |  |                |  |  |                  |  |
|                                              | … | …                                                          |                                                         |  |  |       |  |  |                |  |  |                  |  |
| Jean, barone di Löwenthal                    | … |                                                            |                                                         |  |  |       |  |  |                |  |  |                  |  |
|                                              |   | …                                                          | …                                                       |  |  |       |  |  |                |  |  |                  |  |
|                                              |   | …                                                          | …                                                       |  |  |       |  |  |                |  |  |                  |  |
|                                              |   | …                                                          | …                                                       |  |  |       |  |  |                |  |  |                  |  |
| baronessa Sévérine de Löwenthal              |   | …                                                          |                                                         |  |  |       |  |  |                |  |  |                  |  |
|                                              |   | …                                                          | …                                                       |  |  |       |  |  |                |  |  |                  |  |
|                                              |   | …                                                          | …                                                       |  |  |       |  |  |                |  |  |                  |  |
|                                              |   | …                                                          | …                                                       |  |  |       |  |  |                |  |  |                  |  |
| Octavie Wylezynska                           |   | …                                                          |                                                         |  |  |       |  |  |                |  |  |                  |  |
|                                              |   | …                                                          | …                                                       |  |  |       |  |  |                |  |  |                  |  |
|                                              |   | …                                                          | …                                                       |  |  |       |  |  |                |  |  |                  |  |
|                                              |   | …                                                          | …                                                       |  |  |       |  |  |                |  |  |                  |  |
|                                              |   | …                                                          |                                                         |  |  |       |  |  |                |  |  |                  |  |